# Residenze Hadid
Le Residenze Hadid (anche CityLife Milano Residential Complex) è un complesso residenziale polifunzionale composto da 7 edifici differenti realizzato a Milano dall'architetta irachena Zaha Hadid nell'ambito del progetto CityLife. I lavori, iniziati nel 2004, si sono conclusi dieci anni più tardi.

## Descrizione
L'area intera degli edifici copre una superficie di 38000 metri quadri; i sette condominî sono disposti in due differenti aree territoriali, che sono divise e attraversate da un giardino pubblico. Gli edifici hanno varie altezze, dai 5 ai 13 piani.
Esteticamente e architettonicamente si caratterizzano per il disegno dei balconi che sono ricurvi e il profilo morbido dei tetti così come le finestre, molto ampie e che inondano gli appartamenti di luce naturale. Le facciate sono realizzate con pannelli in fibra di cemento ed elementi in legno naturale e l'intero impianto energetico è completamente ecosostenibile e non inquinante.